# Abdul-Aziz ibn Abdullah Al ash-Sheikh
'Abd al-'Aziz ibn 'Abd Allah ibn Muhammad ibn 'Abd al-Lateef Aal ash-Shaikh (arabiska:  عبد العزيز بن عبد الله بن محمد بن عبد اللطيف آل الشيخ), mer känd som Abdul-Aziz Al al-Sheikh, född 10 februari 1940, är en muslimsk lärd och den nuvarande stormuftin av Saudiarabien.